# Darius (Highlander)
 (octobre 2011).
Si vous disposez d'ouvrages ou d'articles de référence ou si vous connaissez des sites web de qualité traitant du thème abordé ici, merci de compléter l'article en donnant les références utiles à sa vérifiabilité et en les liant à la section « Notes et références ».
Darius est un personnage de fiction créé par Gregory Widen pour la série télévisée Highlander. Il était interprété par Werner Stocker.

## Darius le Goth
Darius était un moine immortel et ancien chef de guerre Goth, ainsi que le professeur de Claudianus (alias Grayson). Darius a renoncé à la guerre, ainsi qu'au Jeu, restant sur une terre sainte jusqu'à son assassinat prématuré par James Horton et ses Chasseurs quelque 1 583 ans plus tard.

## Biographie
En 83 apr. J.-C., Darius a rencontré sa première mort a l'âge de 45 ans, alors qu'il menait son peuple au combat contre un germanique les Teuton qui attaquait sa patrie.
En 85 apr. J.-C., Darius (Mryd) fait ensuite sa première rencontre avec un immortel : Ahasuerus le Parthien alias Xerxès Ier roi des Perses. Ce dernier devient son maître et lui explique les règles. 
A l'an 88 apr. J.-C. Mryd, adopte le nom de Darius, en référence aux fils d'Assuérus le Parthe. par lequel il sera connu pour le reste de sa vie. 
De 88 apr. J.-C. à 178 apr. J.-C., Darius vit en Italie, Grèce, Égypte, Israël et à l'ex-Persépolis parmi les Perses avec son maître Assuérus le Parthe. Dans une tribu, Darius tente de prendre la tête de Xerxès. Des années plus tard, il a toujours une soif de domination sur le monde et désire être le seul immortel. Mais il échoue, et son maître le laissa partir sain et sauf à cheval.
De 180 apr. J.-C. à 410 apr. J.-C., Darius était un grand seigneur de guerre Goth cruel, aspirant toujours à la domination du monde, égoïste, manipulateur et cynique, qui méprisait le mortel ; malgré cela, il était aimé de son armée. Et même son armée à travers l'Europe antique, que même l'Empire Romain et l'Empereur ont peur.
En 180 apr. J.-C., Darius, organisent l'installation des Goths sur les rives de la mer Noire.
En l'an 186 apr. J.-C., dans le Sud de la Pologne, Darius se bat contre Tek Ne. Celui-ci réussit à décrocher l'épée de Darius. Il est toutefois surpris de la force de ce dernier et le laisse finalement en vie.
En 197 apr. J.-C., Darius est élu Grand Seigneur de la Guerre des Goths par son peuple. 
En 198 apr. J.-C., Darius, construit l'Empire des Goths sur les bords de la mer morte. Darius, conduisent ensuite l'invasion de l'Asie Mineure et de la péninsule des Balkans en 220 apr. J.-C.
En 257 apr. J.-C., Darius, toujours à la tête des Goths, possède une flotte sur les rives de la mer noire.
En 258 apr. J.-C., les Goths se scindent en deux : les Ostrogoths et les Wisigoths. Darius restent avec ces derniers.
En 267 apr. J.-C., Darius et son armée de Goths pillent la Thrace, la Macédoine et la Grèce. 
En 332 apr. J.-C., les Romains de l'empereur Constantin 1er battent l'armée gothe de Darius sur le Bas-Danube et le repoussent jusqu'à la mer noire.
En 350 apr. J.-C., Darius remontent dans le nord avec presque la moitié de son armée et fonde Kiev la capitale de l'empire Goths. 
Darius passe en Dacia vers 365 apr. J.-C. en attaquant une ferme, constate la présence d'un nouvel immortel Claudianus  alias Grayson ressuscité d'une première mort sous les sabots de la cavalerie des Goths. Darius l'informe de ce qu'il est et l'entraîne. Il croit que Darius, qui porte une peau de loup gris sur ses épaules,  Il devient son premier élève : il apprend les règles et prend le titre de second grand général des armées goths.
En 376 apr. J.-C., les Wisigoths choisissent la famille la plus loyale et guerrière pour les diriger : leur choix se porte sur la famille de Alaric Ier.
En 382 apr. J.-C., Rome accorde aux Wisigoths des terres dans les Balkans en échange de services militaires. Darius doit se plier à cette loi, qu'il a lui-même instaurée, avant que Grayson n'arrive à la mer Noire.
En 395-409 apr. J.-C., les Wisigoths se révoltent une nouvelle fois. La Grèce et le raid Illyricum menacent d'envahir l'Italie et Rome à deux reprises. Alaric 1er est leur chef, Darius et Grayson combat avec Alaric. 
En hiver 409 apr. J.-C., Darius avec Grayson et Alaric fonde un camp d'hiver à Crémone en Italie, en préparation de l'attaque Alaric sur Rome. 
En juillet 410 apr. J.-C., Alaric est à Ravenne pour négocier avec l'Empereur d'occident Flavius Honorius. Honorius, rejette la demande d'Alaric. Celui-ci, furieux, met à sac Ravenne avant de marcher sur Rome. Mais en attendant, son rival Darius, le chef Alaric, Sarus, attaque le camp, à Rimini. L'honneur à Honorius Sarus et à Ravenne, suscitant le doute sur Alaric. Alaric 1er rompt les négociations et marche vers Rome. Il est avec les Wisigoths et leur chef Alaric 1er. Ensemble, ils mettent à sac Rome en 410 apr. J.-C. Darius fait alors la connaissance d'un général romain, Marcus Constantine.
En été 410 apr. J.-C., Darius avec son second Grayson et son armée, arrivent aux portes de Paris, une des futures capitales du royaume des francs. Darius descend de cheval et se bat avec violence contre Haraonos-Emrys. Ce dernier, chaman, druide et prêtre chrétien, puissant et extrêmement rapide et le plus ancien des immortels de l'époque, fut décapité. Le saint homme immortel avait 24 800 ans. Après avoir reçu son esprit par quickening Blanc, et il a complètement modifié Darius. Lorsque Darius retourna dans son armée, il abandonna son épée et détourna son armée. Grayson a été choqué et s'est senti trahi. Il retourna à Alaric et épousa Callestina.
De 410 à 510 apr. J.-C.; en Inde, Darius était également bouddhiste et hindouisme.
En 520 apr. J.-C., à Rome, exceptionnellement, Darius entra dans l'ordre, est élu moine-prêtre chrétien par le Pape.
En 530 apr. J.-C., observé par les guetteurs et enregistré à Paris, Darius est en discussion avec un ami, l'immortel Malcus d'Ephese moine depuis 320 ans. Ceux-ci se connaissent depuis 10 ans.
En 581 apr. J.-C., Darius rencontre Owen Macleod, caché dans l'église. Quand les deux sentent l'énergie de l'un et de l'autre, Owen prend peur mais pas Darius. Owen reste 10 jours chez Darius en terre Sainte.
Le 25 décembre 800, Darius est à Rome, dans la Basilique Saint-Pierre, lorsque le Pape Léon III nomme Charlemagne Empereur.
À partir de l'an 891 apr. J.-C., les Normands attaquent Paris à plusieurs reprises. Ils ont détruit la Basilique de Saint-Julien et d'autres églises. Darius demande à son ami Frère Paul, un autre immortel, et à d'autres moines et sœurs de reconstruire ce qui a été détruit.
En 1200, Darius rencontrera l'assassin et voleur immortel Xavier St. Cloud, à qui il a essayé d'enseigner la paix et la bonne vie. Malheureusement, il a échoué.
Vers 1500 ; Paris, à cette époque, la Cinquième Chronique, un des livres de l'Observateur, a disparu. Il a été écrit en vieil allemand, et racontait les batailles, les dieux et l'immortalité. À un moment donné, il tomba entre les mains de Darius, qui garda pour lui le secret du gardien et cacha le livre dans son presbytère.
En Espagne, en 1541, Darius revoit en terre-sainte, à Madrid, un vieil ami, Tak Ne, alias Juan Sanchez Villa-Lobos Ramirez, serviteur du roi Charles V.
En 1634, Darius se rendit dans une abbaye française pour rencontrer une Immortelle nommée Ursa .
En 1730, en Italie, Darius rencontre Methos et assiste au sacre.
De 1774 à 1778, Darius est observé par Henri LaSalle durant ces années.
En 1815 en Belgique, lors de la bataille de Waterloo, il rencontre Duncan MacLeod et tente de le convaincre de ne plus combattre. Darius fait la rencontre en Angleterre de deux visiteurs, Marcus Octavius et sa femme. Marcus dit à Darius : "Tu aurais pu gouverner le monde et tu étais mon plus grand rival, sur une terre-saint à l'abbaye saint Michel (Farnborough) en 1895". 
En juillet 1991, Darius fait la rencontre de l'immortel, le druide Merlin le sage qui est âgé de 1545 ans dans son église. Tous deux deviennent très amis, il explique à Darius qu'il est revenu à la vie à 105 ans en 551 apr. J.-C.
En mai 1993, il tient l'office de l'Église Saint-Julien-le-Pauvre à Paris, lieu sacré, le mettant à l'abri d'immortels belliqueux, en retrait du Jeu. Bien que pacifique, il sera décapité dans son église par le meneur des guetteurs renégats, James Horton, qui sera en retour tué par Duncan. Darius avait 1955 ans en 1993.
En 1999, Duncan Macleod avec Joe, Methos et Amanda, découvrent la vérité sur Darius de son vrai nom Mryd dans un très vieux livre des guetteurs. À savoir : il était un cruel seigneur de la guerre, découvert par un guetteur en 84 ap J-C. Puis, il disparaît, et réapparaît vers l'an 90 ap J-C plus connu sous le nom de Darius.
En 2013, Darius apparaît à nouveau dans son église de St-Julien-Le-Pauvre à Paris en France.
Il envoie des runes à Duncan et Anna qui se trouvent en Ecosse. Ceux-ci comprennent alors que depuis tout ce temps Darius en toujours vivant.
Ils se rendent donc à Paris, et arrivent devant l’église St-Julien-Le-Pauvre d’où ils aperçoivent Darius sortir de l’église.
Duncan est fou de joie de revoir son grand ami. Darius, humblement, se place en croix sur le sol en signe de pardon auprès de Duncan pour lui avoir caché qu’il était toujours vivant.
:  «  Il y a bientôt dix ans de cela j’ai envoyé une lettre à mon supérieur hiérarchique le Cardinal Luthiste, lui indiquant mes rêves prémonitoires au sujet de ma mort prochaine. Comment est-il possible que j’ai eu ce genre de révélation ? Peu-importe.
Il m’envoya le père Aristobule, du même ordre que moi, qui arriva à 06h20 du matin pour me relever dans mes fonctions.
Dès 08h30, quatre guetteurs renégats entrèrent dans ma chapelle. L’un d’eux posa la question à Aristobule : « Où se trouve Darius ? ».
Au même instant, le père Aristobule comprit qu’il allait devoir se battre contre cet homme pour me protéger.
Leur chef, Watcher John Horton, fou de rage, se saisit d’une épée et lui coupa la tête.
Pendant ce temps, je réussis à m’enfuir par la fenêtre du presbytère, en bas de laquelle un taxi m’attendait.
Les guetteurs renégats partirent en abandonnant le corps du père Aristobule, et jetèrent la tête dans la Loire. Après quoi, ils saccagèrent l’église pour simuler une attaque de fanatiques anti-chrétiens.
Duncan s’adresse à Darius avec étonnement : « j’avais cru que tu … » il pensait que Darius était mort.
« Je sais ! répondit Darius, j’avais découvert une société secrète nommée ‘’ Les Guetteurs ‘’, ils nous observent nous les immortels sans interférer. Cette société  existe depuis 4212 ans. J’étais dans un monastère Chrétien en Inde j’avais pris le nom d’Amando. Comme tu vois Duncan, j’ai eu peur de mourir, tel un simple mortel.
- Ça va aller, tu peux avoir des choix qui son juste pour toi, ne t’en veut pas, tu es l’un des plus grands immortels, avec une belle sagesse.
-Merci de ne pas avoir jugé mes actes.»

## Roman
Le roman Highlander Shadow of Obsession, sorti en mai 1998, tente de corriger le problème de son lieu de naissance en ignorant toutes les références de la série télévisée et du CD aux tribus nomades et aux montagnes de l'Oural occidental. Dans le roman, Darius est né en 50 apr. J.-C., un Goth du Nord et médiocre.
Dans la série Highlander, le dernier épisode 22 de la première saison, The Hunters. Nous apprenons d'un gardien rebelle, James Horton, l'âge réel de Darius qui avait 2000 ans.

## Informations
Une question originale ; Chez les Goths, les Sarmates et les Huns, certaines informations concernant les origines de Darius semblent contradictoires. Déclare qu'il est né dans la tente d'un nomade dans l'Oural oriental, mais déclare également qu'il était un Goth. Il est certainement vrai que les steppes d'Asie centrale à l'est de l'Oural ont longtemps abrité des tribus nomades d'archers à cheval, connues sous divers noms au fil des ans, mais à l'époque de la naissance de Darius, les nomades régnant sur les steppes étaient les Sarmates. Les Goths, qui étaient un peuple germanique, n'ont jamais vécu à l'est de l'Oural à aucun moment de leur histoire. Quant à Darius, ils vivaient le long de la Vistule dans ce qui est aujourd'hui le nord de la Pologne. Première mort, menant sa tribu contre les hordes germaniques, Race : Goth.

## Histoire réelle
Au Ier siècle de notre ère, vers 43 apr. J.-C., la dernière tribu sarmate à arriver dans les steppes à l'est de l'Oural était les Alains (alias Alani ou Halani). Ils auraient été au bon endroit au bon moment pour avoir été la tribu de Darius. Fait intéressant, sur le chemin de l'Oural, les Alains ont d'abord tenté d'entrer dans les terres parthes du nord de l'Iran. Goths vivant sur la Vistule dans le nord de la Pologne, tribu sarmate connue sous le nom d'Alans vivant dans les steppes du sud de l'Oural. Dans sa pièce Thyeste, écrite probablement entre 40 et 45 apr. J.-C., Sénèque mentionne au passage le « féroce Alain »
Au Ier siècle apr. J.-C., vers 10 apr. J.-C., les Goths s'installèrent dans le bassin de la Vistule (appelé Gothiscandza par Jordanes) dans l'actuelle Pologne du nord le long des rives de la Baltique, depuis la Scandinavie (île de Gotland). De là, ils ont migré vers le sud-est à partir du milieu du IIe siècle, lors des guerres de Marcoman. Ils ont combattu et soumis temporairement les ancêtres des Slaves, qui vivaient entre la mer Baltique et la mer Noire, puis se sont installés en Scythie, une vaste région mal définie qui comprend l'Ukraine moderne et la Biélorussie (appelée Oium par Jordanes).

## Étymologie
Darius (en persan داريوش) est un prénom courant en Europe de l'Est. Le nom persan d'origine, Darayavahushn, est composé de deux éléments, le premier signifiant "tenir", "posséder", le second "le bien", "le bien". Il est généralement établi qu'il signifie donc "titulaire du bien". Il est fêté le 19 décembre.